# Elisabeth von Sachsen (1830–1912)

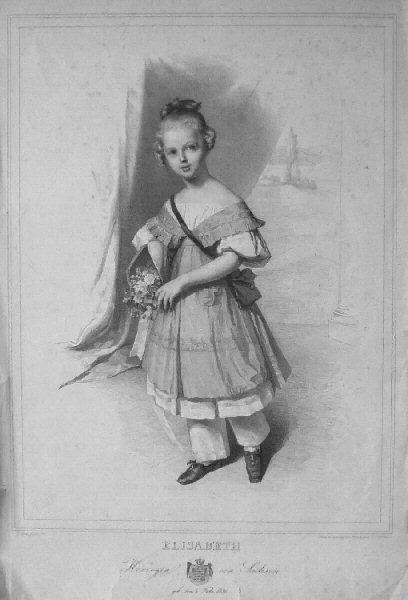
Elisabeth von Sachsen als Kind, Lithographie von Sprinck

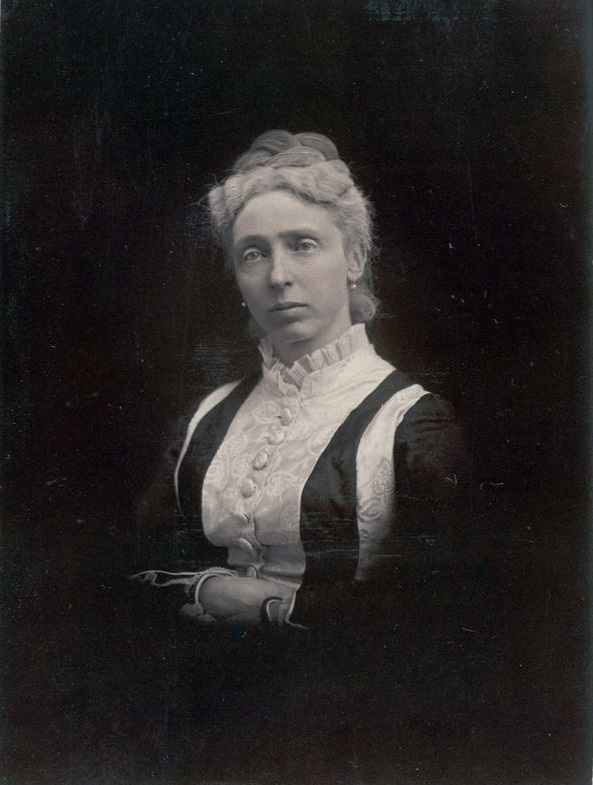
Elisabeth von Sachsen

Prinzessin Maria Elisabeth Maximiliana Ludovika Amalie Franziska Sophia Leopoldine Anna Baptista Xaveria Nepomucena von Sachsen (* 4. Februar 1830 in Dresden; † 14. August 1912 in Stresa) war durch Heirat Prinzessin von Savoyen-Carignan und Herzogin von Genua.

## Leben
Prinzessin Elisabeth war die zweite Tochter des sächsischen Königs Johann I. (1801–1873) und seiner Ehefrau, der Prinzessin Amalie Auguste von Bayern (1801–1877). Diese war das vierte Kind aus der zweiten Ehe von König Maximilian I. Joseph mit der Prinzessin Karoline Friederike Wilhelmine von Baden und die Zwillingsschwester der Königin Elisabeth von Preußen. Elisabeths Großeltern väterlicherseits waren Prinz Maximilian von Sachsen und Prinzessin Caroline von Bourbon-Parma.
Am 22. April 1850 heiratete die 20-jährige Maria Elisabeth Maximiliana in Dresden den Herzog von Genua, Prinz Ferdinand Maria von Savoyen-Carignan (1822–1855), zweiter Sohn von König Karl Albert von Sardinien-Piemont und der Prinzessin Maria Theresia von Österreich-Toskana. Aus der Ehe gingen zwei Kinder hervor:
- Margarethe (1851–1926) ⚭ 1868 König Umberto I. von Italien (1844–1900)
- Thomas Albert Viktor (1854–1931), 2. Herzog von Genua
 ⚭ 1883 Prinzessin Isabella von Bayern (1863–1924)

Nach dem frühen Tod ihres Ehemannes (10. Februar 1855)  ging Elisabeth bereits am 4. Oktober 1856 in Agliè eine nichtstandesgemäße Ehe mit ihrem Kammerherrn, dem italienischen Adligen Nicolò Giuseppe Effisio, Marchese Rapallo (1825–1882), ein. Das Paar heiratete heimlich, bevor die offizielle Trauerzeit vorbei war. Dies ärgerte Elisabeths Schwager Viktor Emanuel II. derart, dass er sie faktisch ins Exil schickte und ihr verbot, ihre beiden Kinder zu sehen. Später wurden sie jedoch wieder vereint. Die zweite Ehe Elisabeths, die als nicht glücklich beschrieben wurde, blieb kinderlos. 1882 verübte ihr zweiter Gemahl Selbstmord. 1910 erlitt Elisabeth einen Schlaganfall, woraufhin sich ihr Gesundheitszustand rasch verschlechterte. Sie verstarb am 14. August 1912 im Alter von 82 Jahren in Stresa am Lago Maggiore.

## Vorfahren
| Ahnentafel Elisabeth von Sachsen | Ahnentafel Elisabeth von Sachsen                                                                 | Ahnentafel Elisabeth von Sachsen                                                                 | Ahnentafel Elisabeth von Sachsen                                                          | Ahnentafel Elisabeth von Sachsen                                                        | Ahnentafel Elisabeth von Sachsen                                                                           | Ahnentafel Elisabeth von Sachsen                                                                         | Ahnentafel Elisabeth von Sachsen                                                                       | Ahnentafel Elisabeth von Sachsen                                                            |
| -------------------------------- | ------------------------------------------------------------------------------------------------ | ------------------------------------------------------------------------------------------------ | ----------------------------------------------------------------------------------------- | --------------------------------------------------------------------------------------- | --- | --- | --- | ------------------------------------------------------------------------------------------- |
| Ururgroßeltern                   | König August III. (1696–1763) ⚭ 1719 Maria Josepha von Österreich (1699–1757)                    | Kaiser Karl VII. (1697–1745) ⚭ 1722 Maria Amalia von Österreich (1701–1756)                      | Herzog Philipp von Parma (1720–1765) ⚭ 1738 Marie Louise Élisabeth de Bourbon (1727–1759) | Kaiser Franz I. Stephan (1708–1765) ⚭ 1736 Maria Theresia (1717–1780)                   | Herzog Christian III. von Pfalz-Zweibrücken (1674–1735) ⚭ 1719 Karoline von Nassau-Saarbrücken (1704–1774) | Joseph Karl von Pfalz-Sulzbach (1694–1729) ⚭ 1717 Elisabeth Auguste Sofie von der Pfalz (1693–1728)      | Großherzog Karl Friedrich von Baden (1728–1811) ⚭ 1751 Karoline Luise von Hessen-Darmstadt (1723–1783) | Landgraf Ludwig IX. (1719–1790) ⚭ 1741 Henriette Karoline von Pfalz-Zweibrücken (1721–1774) |
| Urgroßeltern                     | Kurfürst Friedrich Christian von Sachsen (1722–1763) ⚭ 1747 Maria Antonia von Bayern (1724–1780) | Kurfürst Friedrich Christian von Sachsen (1722–1763) ⚭ 1747 Maria Antonia von Bayern (1724–1780) | Herzog Ferdinand von Bourbon (1751–1802) ⚭ 1769 Maria Amalia von Österreich (1746–1804)   | Herzog Ferdinand von Bourbon (1751–1802) ⚭ 1769 Maria Amalia von Österreich (1746–1804) | Friedrich Michael von Pfalz-Birkenfeld (1724–1767) ⚭ 1746 Maria Franziska von Pfalz-Sulzbach (1724–1794)   | Friedrich Michael von Pfalz-Birkenfeld (1724–1767) ⚭ 1746 Maria Franziska von Pfalz-Sulzbach (1724–1794) | Karl Ludwig von Baden (1755–1801) ⚭ 1774 Amalie von Hessen-Darmstadt (1754–1832)                       | Karl Ludwig von Baden (1755–1801) ⚭ 1774 Amalie von Hessen-Darmstadt (1754–1832)            |
| Großeltern                       | Maximilian von Sachsen (1759–1838) ⚭ 1792 Caroline von Bourbon-Parma (1770–1804)                 | Maximilian von Sachsen (1759–1838) ⚭ 1792 Caroline von Bourbon-Parma (1770–1804)                 | Maximilian von Sachsen (1759–1838) ⚭ 1792 Caroline von Bourbon-Parma (1770–1804)          | Maximilian von Sachsen (1759–1838) ⚭ 1792 Caroline von Bourbon-Parma (1770–1804)        | König Maximilian I. Joseph (1756–1825) ⚭ 1797 Karoline von Baden (1776–1841)                               | König Maximilian I. Joseph (1756–1825) ⚭ 1797 Karoline von Baden (1776–1841)                             | König Maximilian I. Joseph (1756–1825) ⚭ 1797 Karoline von Baden (1776–1841)                           | König Maximilian I. Joseph (1756–1825) ⚭ 1797 Karoline von Baden (1776–1841)                |
| Eltern                           | König Johann von Sachsen (1801–1873) ⚭ 1822 Amalie Auguste von Bayern (1801–1877)                | König Johann von Sachsen (1801–1873) ⚭ 1822 Amalie Auguste von Bayern (1801–1877)                | König Johann von Sachsen (1801–1873) ⚭ 1822 Amalie Auguste von Bayern (1801–1877)         | König Johann von Sachsen (1801–1873) ⚭ 1822 Amalie Auguste von Bayern (1801–1877)       | König Johann von Sachsen (1801–1873) ⚭ 1822 Amalie Auguste von Bayern (1801–1877)                          | König Johann von Sachsen (1801–1873) ⚭ 1822 Amalie Auguste von Bayern (1801–1877)                        | König Johann von Sachsen (1801–1873) ⚭ 1822 Amalie Auguste von Bayern (1801–1877)                      | König Johann von Sachsen (1801–1873) ⚭ 1822 Amalie Auguste von Bayern (1801–1877)           |
| Elisabeth von Sachsen            |                                                                                                  |                                                                                                  |                                                                                           |                                                                                         | | | |                                                                                             |